# Sampo

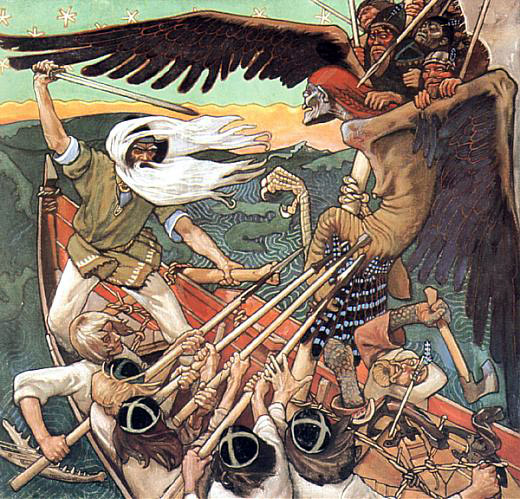
Akseli Gallen-Kallela: Die Verteidigung des Sampo

Der Sampo ist ein Gerät „mit buntem Deckel“ aus dem finnischen Epos Kalevala, das durch seine Zauberkräfte seinem Besitzer Wohlstand verschafft. In der deutschen Übersetzung von Hans Fromm wird es gelegentlich mit „Zaubermühle“ beschrieben.
Der Sampo wurde von dem Schmied Ilmarinen geschaffen, aber im eisigen Nordreich Pohjola von dessen Herrscherin, der zauberkräftigen Louhi, eifersüchtig gehütet, bis er ihr von den Helden des Kalevala entrissen wird. Beim Kampf darum zerbricht er und verbreitet Fruchtbarkeit über Land und Meer.

## Etymologie und Deutung
Anton Schiefner, der Begründer der Uralistik, sieht im Sampo eine Mühle, deren Namen er mit russisch samo, finnisch same, schwedisch samme (deutsch „selbst“) in Verbindung bringt. Für eine Mühle, die von selbst mahlt, findet er Analogien in russischen Märchen.
Für Wilhelm von Tettau symbolisiert diese Mühle den Ackerbau und den damit verbundenen Wohlstand. Aus dem Sampo „kommt des Samens Sprießen, / Wechselloser Wohlfahrt Anfang, / Daraus Pflügen, daraus Säen, / Daraus Wachstum jeder Weise.“ Aus den Splittern des Sampo wachsen Gerste und Roggen. Wenn aber der Sampo nicht nur Getreide, sondern auch Salz und „Geld“ (so Schiefners Übersetzung von finnisch: raha; besser wäre nach von Tettau: „Tauschmittel)“ mahlt, ist das ein Hinweis darauf, dass die Samen das für sie wichtige Salz nur auf dem Wege des Tauschhandels aus Deutschland oder Russland erhalten konnten: Der Sampo mahlt an einem Tag zum Essen, am nächsten zum Tauschen, am dritten für den Vorrat.
Hans Fromm sieht einen möglichen Ursprung des Liedes in der Faszination durch die seit dem dritten nachchristlichen Jahrhundert auch in Skandinavien verbreitete Drehmühle. Die Vorstellung der „Glücksmühle“, die die landwirtschaftliche Produktivität entscheidend erhöht, stammt ursprünglich wohl aus dem Mittelmeerraum und wanderte vielleicht über Byzanz und Russland nach Karelien. Raub und Zerstörung des Sampo wären dann als Gleichnis für das Zerbrechen eines technischen Monopols und die Dissemination der neuen Technik oder noch allgemeiner: als Symbol des Enkulturationsprozesses anzusehen. Das „Nordland“ Pohjola wäre nicht geographisch zu deuten, sondern als eine außermenschliche Gegenwelt.
Von finnischen Autoren wie Eemil Nestor Setälä, Uno Harva und Martti Haavio wird der Sampo als Stütze des Himmelsgewölbes bzw. als deren kultische Repräsentation gedeutet: die Himmelsachse, markiert durch den Polarstern, oder der Weltenbaum, um den herum sich der Sternhimmel dreht, wird kultisch (möglicherweise durch eine eiserne Säule) repräsentiert. Deren Raub oder Zerstörung ist ein Motiv in verschiedenen Mythologien sowohl sesshaft-bäuerlicher als nomadischer Kulturen, z. B. im altnordischen Freyr-Mythos oder im Bericht von der Zerstörung der Irminsul. Bei den Samen wurden Weltbäume bis in die Neuzeit hinein errichtet, über die sich das unsichtbare Himmelszelt spannt; die senkrecht in den Boden gerammte Stange ist ein wichtiges Orientierunginstrument aller Nomadenvölker.

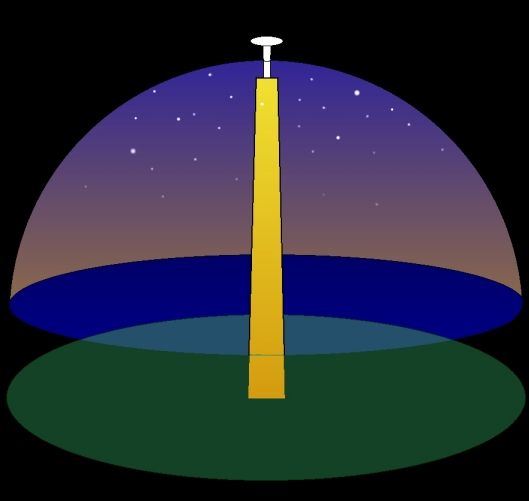
Himmelssäule nach E. N. Setälä (1932)

Beide Kreisbewegungen – sowohl die des Sternhimmels als auch die der Getreidemühle – sind Symbole für unaufhörliche (Selbst-)Bewegung, Erneuerung und Fruchtbarkeit.

## Kirjokansi
Kirjokansi (ausgesprochen [ˈkirjoˌkɑnsi]) ist ein ähnliches Objekt der finnischen Mythologie, manchmal auch für identisch mit dem Sampo gehalten.
Der Begriff setzt sich zusammen aus finnisch kirjo für ‚Vielseitigkeit‘, ‚Abwechslung‘ und kansi ‚Decke‘
In der finnischen Epos Kalevala ist es ein magischer Gegenstand, der seinem Besitzer Reichtum und Glück bringt, darunter auch als wertvolles Gut Salz.
Ein weiterer mit Sampo gleichgesetzter Begriff ist Sammas (ausgesprochen [ˈsɑmːɑs]).

## Namenspate
Sampo ist Namensgeber einer finnischen Streichholzmarke,
eines der größten finnischen Versicherungsunternehmen und
eines Herstellers landwirtschaftlicher Technik.
Des Weiteren sind ein Eisbrecher und
ein Asteroid nach Sampo benannt.
Außerdem wird Sampo in Finnland als männlicher Vorname verwendet.
Kirjokansi ist Namensgeber der Ordnung Kirjokansivirales halophiler (salzliebender) Viren (Haloviren).

## Filme
- 1959: Das gestohlene Glück (Originaltitel: Sampo), Sowjetunion/Finnland, Regie: Alexander Ptuschko
- 2006: Jade-Krieger (Originaltitel: finnisch Jadesoturi, chinesisch 玉武士, Pinyin Yù wǔshì), Finnland/China, Regie: Antti-Jussi Annila